# Takano Sasaburō
Takano Sasaburō (高野 佐三郎?   28 de junio de 1862 - 31 de diciembre de 1950) fue un kendoka japonés. Fue un representante de la Nakanishi-ha Ittō-ryū y Hokushin Ittō-ryū, y fue nombrado Hanshi en abril de 1913. Esta graduación equivalía, en el sistema de graduación previo a 1956 en el kendo, al actual 9º o 10º Dan. Enseñó kendo en la Escuela Normal Superior de Tokio (posteriormente Universidad Pedagógica de Tokio), en la Universidad de Waseda y en la Policía Metropolitana de Tokio. Fue seleccionado como uno de los cinco jueces principales y se convirtió en una figura central en el establecimiento de los katas de kendo en 1912.

## Biografía
Nació en la región de Chichibu, provincia de Musashi (actualmente en la ciudad de Chichibu, prefectura de Saitama). Desde su infancia, aprendió el estilo de la escuela Chūnishi Ittō-ryū de kenjutsu bajo la tutela de su abuelo, Takano Sakichirō, quien era instructor de esgrima del dominio de Oshi. A los 5 años, realizó una demostración de 56 kata de Chūnishi Ittō-ryū frente al señor feudal, Matsudaira Tadamasa, y recibió una recompensa por ello.
Posteriormente, se trasladó a Tokio y se convirtió en discípulo de Yamada Tetsuzō. En el año 1886, fue designado como oficial de policía en el Departamento de Policía Metropolitana de Tokio. Sirvió como encargado de la práctica de kenjutsu en la Estación de Motochō del Distrito de Honjo y fue reconocido como uno de los "Tres Sobresalientes de la Policía Metropolitana de Tokio". En el año 1888, fue transferido al Departamento de Policía de la Prefectura de Saitama como instructor de artes marciales y fue ascendido al rango de oficial de policía.
En el año 1908, fue contratado como profesor en la Escuela Normal Superior de Tokio y finalmente fue promovido a profesor designado por el gobierno. Participó en la creación del Dai-Nihon-Teikoku-Kata (Kendo Kata del Gran Imperio Japonés) y desarrolló métodos de enseñanza para el kendo escolar, sentando las bases del kendo moderno. Al mismo tiempo, estableció el dōjō de Meishinkan (posteriormente conocido como Shūdōkan) y entrenó a numerosos discípulos. Se convirtió en una de las máximas autoridades en el mundo del kendo en el período inicial de la era Shōwa y fue llamado el "Santo de la Espada de la era Shōwa".

## Vida
Familia Takano: La familia Takano ha servido como inspectores de seda de Chichibu en la provincia de Musashi (actualmente en la ciudad de Chichibu, prefectura de Saitama) y también administraba una posada en la estación de Ōmiya. Su residencia estaba ubicada dentro del recinto del Santuario Chichibu. El abuelo de Sasaburō, Sakichirō (también conocido como Naomasa), fue discípulo destacado de Chūnishi Ittō-ryū, siendo instructor de esgrima en la residencia del clan Ōkudaira, la familia gobernante del dominio de Oshi. También estableció un dōjō dentro del recinto del Santuario Chichibu, donde impartía instrucción a sus alumnos. El hijo mayor de Sakichirō, Yoshisaburō (también conocido como Masashige), se casó con una mujer llamada Kei, de la familia Itsumi de Kurotani.

### Nacimiento y niñez
Cuando Kei quedó embarazada, Sakichirō ordenó a los estudiantes que practicaran en el dōjō y dejó que el pequeño Sasaburō escuchara el sonido de los shinai. Por las noches, le leía biografías de héroes y guerreros famosos de la historia. El lugar de nacimiento de Sasaburō fue el dōjō dentro del Santuario Chichibu. Sakichirō se alegró por el nacimiento de un niño y celebró el evento con la visita de un renombrado forjador de espadas, quien obsequió a Sasaburō una espada tanto grande como pequeña como regalo de nacimiento. Cuando Sasaburō comenzó a caminar, le dieron un shinai de paulownia y comenzaron a enseñarle las formas de Chūnishi Ittō-ryū desde los 3 años de edad. Sasaburō, quien aprendió a recibir golosinas como recompensa, comenzó a buscar activamente las prácticas y antes de darse cuenta, ya había memorizado 56 kata de Chūnishi Ittō-ryū.
A los 5 años, Sasaburō realizó una demostración de los 56 kata de Chūnishi Ittō-ryū frente a Matsudaira Tadamasa, el señor feudal. Tadamasa elogió a Sasaburō con entusiasmo y le otorgó una espada corta y una moneda de plata, añadiendo las palabras "niño prodigio". Se dice que Sakichirō estaba tan conmovido que lloró.
Después de la Restauración Meiji, las prácticas continuaron en la familia Takano. Sakichirō sometió a Sasaburō a diversos entrenamientos especiales, como entrenar con suelos cubiertos de soja y usar sandalias de paja, entrenar en ríos con una profundidad de agua hasta las rodillas, practicar con los ojos vendados en combates a oscuras y realizar rituales de beber el sol matutino. El nombre de Sasaburō resonó en los torneos de kenjutsu en la región de Chichibu y fue apodado "El pequeño tengu de Chichibu".
En el año 1879, durante el período Meiji, se llevó a cabo el "Torneo de Kenjutsu Integrado de Jōbu" en el recinto del templo Yōunji en el pueblo de Kagami, distrito de Kodama, prefectura de Saitama. Sasaburō participó en representación de Sakichirō. Su oponente fue Okada Jōgorō, instructor adjunto de esgrima del antiguo clan Yasunaka de la ciudad de Yasunaka. Cuando Sasaburō adoptó una postura de un solo brazo con el shinai en la posición superior, Okada se enfureció y lanzó varios ataques fuertes. Sasaburō, cuya garganta fue perforada y su hakama se tiñó de sangre, intentó golpear el rostro de Okada con el shinai para cegarlo, pero solo alcanzó la máscara, y finalmente perdió el conocimiento.

## Estudió bajo la tutela de Yamaoka Tesshū.

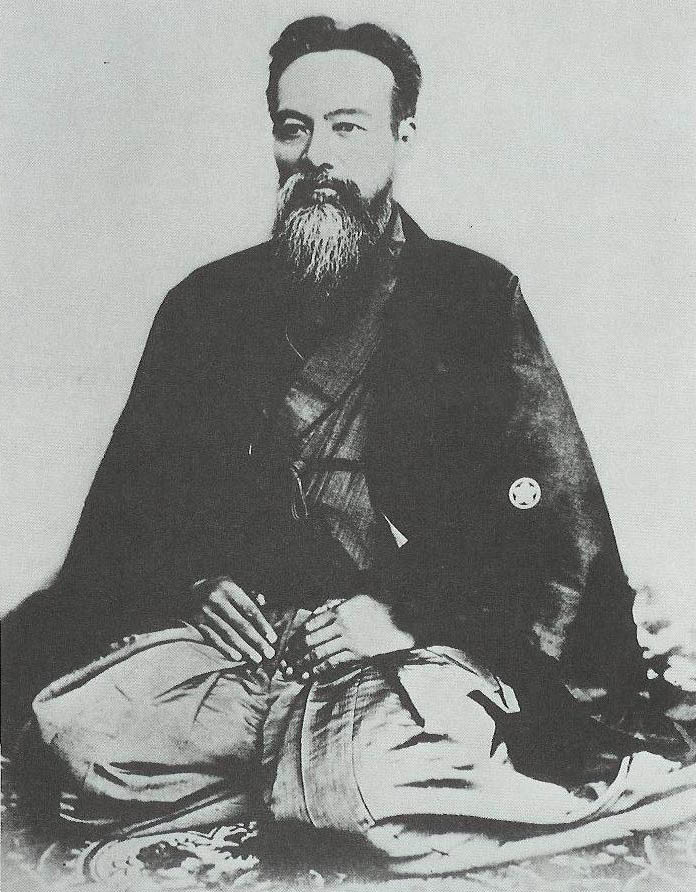
Yamaoka Tesshū

Después de ser derrotado por Okada, Sasaburō decidió entrenar nuevamente y buscar venganza, por lo que huyó a Tokio. Su madre, Kei, intentó traerlo de vuelta, pero su abuelo, Sakichirō, lo dejó ir, diciendo: "¿Qué puede hacer alguien que quiere convertirse en un practicante de kendo sin ese nivel de determinación?". Cuando Sasaburō llegó a Tokio, visitó a Shibata Eimori en Yotsuya y le pidió un entrenamiento riguroso. Shibata sugirió que fuera al dōjō de Yamaoka Tesshū y le prestó equipo protector a Sasaburō.
Según los escritos de Sasaburō, el dōjō de Yamaoka era tan exigente en sus prácticas que la mayoría de las personas se marchaban rápidamente, pero Sasaburō continuó el entrenamiento con una determinación excepcional, lo que causó sorpresa en su entorno. Después de aproximadamente dos meses, Yamaoka invitó a Sasaburō a almorzar y le ofreció su ayuda según las circunstancias. Cuando Sasaburō reveló su historia con lágrimas en los ojos, Yamaoka le dijo: "Ese tal Okada ya no es tu enemigo. Ve y venga tu afrenta de inmediato".
Sasaburō, preparado para morir en caso de perder, visitó a Okada y le propuso un combate. Sin embargo, Okada se disculpó humildemente y rechazó el combate de manera respetuosa. Al no poder resolver el asunto, Sasaburō regresó y reportó a Yamaoka, quien comentó: "Es natural. Si lo hubieras hecho, Okada no habría sobrevivido", según se dice.
Debido a que el maestro de Yamaoka, Asari Yoshiaki, también era discípulo del abuelo de Sasaburō, Sakichirō, Sasaburō ganó aún más simpatía de Yamaoka y profundizaron su amistad en los años siguientes.

## Departamento de Policía Metropolitana de Tokio

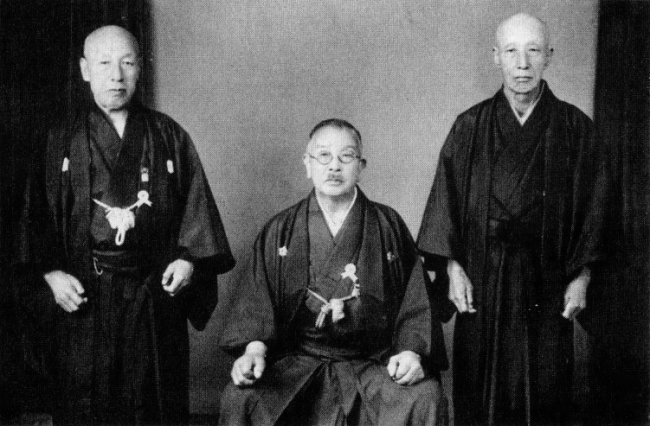
Taketaro Takahashi, Sasaburo Takano y Zenzaburo Kawasaki, quienes fueron promocionados como " los tres grandes de Saburo ". Tomada en 1939

En marzo de 1886, Tetsushu fue consultado por el director general de la policía, Michiyasu Mishima, sobre la reposición de personal en la sección de esgrima de la policía de la prefectura de Tokio, y recomendó a Sazaburo. En abril del mismo año, Sazaburo fue nombrado oficial de policía y se trasladó a la sección de esgrima de la estación de Motocho en Honjo. Se dice que su salario mensual era más del doble del de un policía común, lo cual fue un trato excepcional.
En aquel entonces, la policía de Tokio era el principal centro de reunión para exsamuráis y miembros de la unidad de esgrima que habían atravesado los disturbios del final del período Edo, así como para espadachines reclutados de diversas regiones. Sazaburo recibió instrucción de sobrevivientes de la era Edo, como Ueda Bamonosuke, Hijimi Sosuke y Kajikawa Yoshimasa. Su destacada actuación entre los jóvenes fue especialmente notoria, y junto con Takahashi Jutaro y Kawasaki Zensaburo, se les llamaba "Sanzo Sanketsu" (los tres grandes de Sanzo). Según sus recuerdos, los entrenamientos eran extremadamente intensos, y los entrenamientos de pararse y cortar eran particularmente difíciles.
Posteriormente, el gobernador de la prefectura de Saitama invitó a Sazaburo a unirse a la sede de la policía de la prefectura de Saitama, y se llevaron a cabo negociaciones entre el gobernador de Saitama y el director general de la policía. En julio de 1888, su mentor, Yamagata Tetsushu, falleció. En agosto, Sazaburo fue transferido de la policía de Tokio a la sede de la policía de la prefectura de Saitama.

## Meishinkan
En el año 1890, se estableció el Dojo Meishinkan en Urawa y se expandió rápidamente con sucursales. En el año 1893, durante la visita del príncipe heredero, el príncipe Yoshihito, al Parque Omiya, Sazaburo convocó a sus estudiantes y ofreció una exhibición de kendo.
En la primera competencia de demostración de kendo del Festival Butokukai, organizada por la Dai-Nippon Butokukai en el Santuario Heian del 26 al 28 de octubre de 1895, Sazaburo participó y obtuvo victorias sobre Morimasa Izawa de la prefectura de Kioto y Yoshinobu Takagi de la prefectura de Tokushima. Al año siguiente, en la segunda competencia, derrotó a Ichima Asano de la prefectura de Fukuoka y Norimasa Koseki de la prefectura de Shiga, y se le otorgó el "Certificado de Perfección", el mayor reconocimiento en el mundo del kendo en ese momento. En ese año, solo 15 de los 460 participantes recibieron el Certificado de Perfección. También ascendió al rango de inspector de policía y fue nombrado miembro de la Asociación Deportiva de Japón (antecesora de la actual Universidad de Deportes de Japón).
En el 1899, con el apoyo del empresario Senzo Hirayama, se mudó con su familia a Tokio. En mayo del año 1902, ganó la competencia de alto nivel en el Festival Butokukai, donde participaron los 43 maestros más destacados, y se le otorgó una espada japonesa y un premio en efectivo. En octubre del mismo año, estableció el Dojo Central Meishinkan en Iidamachi, Kojimachi-ku, Tokio (en la colina Kudansaka). En ese momento, el periódico Yomiuri informó: "Más de 4,000 niños y jóvenes acuden a su dojo, y tiene un total de 39 sucursales". El hecho de tener 39 sucursales era excepcional para los dojos de kendo en la era Meiji. La vida de Sazaburo fue novelada por Kozo Muramatsu en "Chichibu Suikoden" y posteriormente fue adaptada al cine, lo que llevó a muchos jóvenes a unirse a Meishinkan. La membresía alcanzó más de 6,000 personas, y con la incorporación de policías y estudiantes, superó las 10,000 personas.
El 20 de abril de 1903, en el torneo de kendo de la quinta Exposición Industrial en la prefectura de Osaka, Sazaburo fue seleccionado como el mejor entre más de 100 renombrados maestros de kendo, y recibió una medalla conmemorativa de oro y equipo de kendo con hilos de seda y oro. En abril del año 1905, ascendió al rango de maestro de kendo.

## Kendo escolar

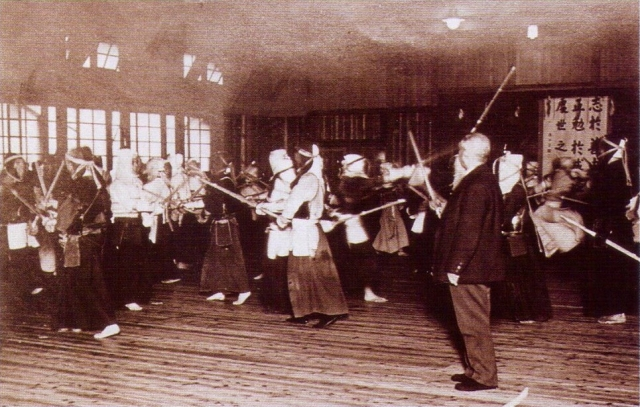
Enseñó kendo en la Escuela Normal Superior de Tokio.

El 19 de marzo de 1908, , se aprobó en la Cámara de Representantes la propuesta "Relacionada con la Educación Física", que determinaba que la esgrima y el jujutsu se convertirían en parte del plan de estudios de las escuelas secundarias. Jigoro Kano, director de la Escuela Normal Superior de Tokio encargada de formar maestros de escuela secundaria, instruyó la selección de profesores de esgrima de dicha escuela, y Saburo fue elegido. El 31 de marzo del mismo año, asumió el cargo de profesor en la Escuela Normal Superior de Tokio. Al mismo tiempo, se convirtió en el maestro de kendo de la Escuela Superior de Ingeniería de Tokio (actualmente Universidad de Tokio), la Universidad de Waseda, la Universidad Soto Zen (actualmente Universidad Komazawa), la Escuela de Gimnasia de la Asociación de Educación Física de Japón (actualmente Universidad de Educación Física de Japón), la Escuela de Infantería Toyama, la Escuela de Oficiales del Ejército y la Escuela de Ingeniería Naval de la Armada. Entre los alumnos del equipo de kendo de la Universidad de Waseda se encontraba Junzo Sasamori (quien más tarde se convertiría en ministro de Estado y el decimosexto Soke de la escuela Ono-ha Itto-ryu).

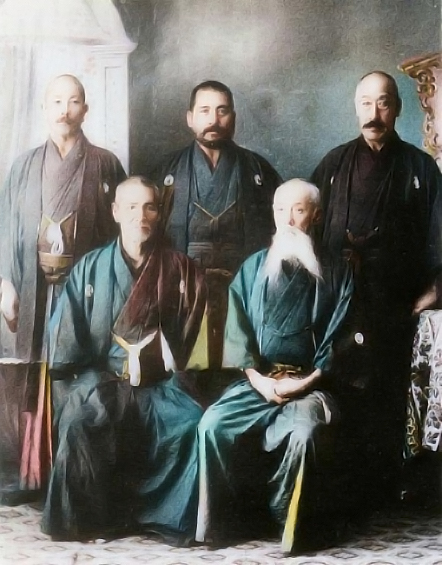
Comité principal encargado de establecer las formas del Imperial Japón en el arte del Kendo. Desde la derecha en la fila frontal: Negishi Shingoro, Shinpei Tsuji. Desde la derecha en la fila posterior: Monna Tadashi, Naitō Takaharu, Takano Sasaburō.

En 1912, se estableció un comité de investigación sobre las formas de kendo en la Dai Nippon Butokukai, y se seleccionaron 25 miembros del comité de todo el país. Saburo fue elegido como uno de los cinco principales investigadores, convirtiéndose en una figura central en la creación de las formas de kendo. La unificación de las formas a través de diferentes escuelas resultó ser un desafío, y los debates apasionados continuaron día tras día. Saburo llevaba una daga oculta en su pecho y estaba dispuesto a quitarse la vida si sus opiniones no eran aceptadas. En octubre de 1912, se completó la forma del kendo del Imperio de Japón y recibió una carta de agradecimiento y un documento de "Unificación del Kendo" del presidente de la Dai Nippon Butokukai, Kanemoto Oura. En abril del año siguiente, a los 52 años, recibió el título más alto de kendoka, el rango de hanshi. Aunque las reglas establecían que el título de hanshi se otorgaba a los mayores de 60 años, se hizo una excepción en su caso.
El 8 de abril de 1916, fue ascendido a profesor en la Escuela Normal Superior de Tokio. En aquel momento, Saburo fue el único kendoka que logró convertirse en profesor basándose únicamente en sus habilidades en el kendo, y también recibió condecoraciones. En esa misma escuela, Saburo desarrolló el "Método de Enseñanza Básica del Kendo" (también conocido como método de enseñanza grupal), que se podría considerar como el currículo de enseñanza de kendo para la educación física escolar, y escribió el libro "Kendo". "Kendo" fue presentado al Emperador Taisho y tuvo un gran impacto en el kendo actual. Además, Saburo realizó mejoras en las formas del estilo Nakanishi-ryu Itto y las enseñó a los estudiantes como el "Tokyo Koshi Gogyo-no-Kata". Junto con Takaharu Naito, profesor de la escuela de artes marciales de Kyoto, fueron conocidos como "Takano del Este y Naito del Oeste".

## Escuela Monástica
En mayo de 1918, con el apoyo de Eiichi Shibusawa, se estableció un instituto de educación en la calle Ichicho-Kanda Imagawa, con el objetivo de promover el desarrollo integral de los estudiantes a través de la práctica del Kendo. Saburō Takano expresó: "Si no hubiera aceptado un puesto en la Escuela Superior de Tokio, no sería quien soy hoy en día como ser humano. Tuve la oportunidad de interactuar con muchos profesores y maestros en la escuela, quienes me inspiraron y me obligaron a estudiar y cultivarme. Debo agradecer sinceramente a la escuela por esto". Además, él creía que el Kendo debería tener un valor educativo en el futuro.

## Sus últimos años

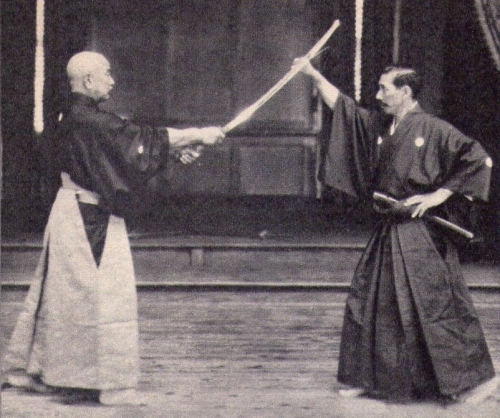
Takano Sasaburō y Nakayama Hakudō realizando una exhibición de kendo kata

En los años 1929, 1934 y 1940, durante las exhibiciones y competiciones de kenjutsu de la Tenran-shiai, Sasaburō junto a Hiroshi Nakanaka actuaron como ejecutores y jueces. Sasaburō (del Shūdō Gakuin) y Hiroshi (del Yūshinkan) eran los dos grandes pilares del mundo del kendo en aquel entonces.
En los años 1931 y 1938, Saisaburō lideró al equipo de kendo de la Universidad de Waseda en una expedición a Estados Unidos.
En el año 1938, Sasaburō fue ascendido a profesor designado en la Escuela Normal Superior de Tokio y posteriormente se retiró. Sin embargo, continuó brindando enseñanzas como instructor después de su jubilación. Durante la intensificación de la Segunda Guerra Mundial, se trasladó a Chichibu como medida de evacuación. El 15 de agosto de 1945, Japón sufrió una derrota en la guerra del Pacífico y bajo la orden de las fuerzas de ocupación (GHQ), la Dai Nippon Butokukai fue disuelta y se prohibieron las actividades organizadas de kendo.
En el año 1950, se mudó a Inamuragasaki, Kamakura. Falleció el 30 de diciembre de ese mismo año, a la edad de 89 años.

## Reconocimientos

### Honores
- Rango de Cuarto Grado (正四位)
- Medalla del Tesoro Sagrado de Cuarta Clase (勲四等瑞宝章)

### Designaciones
- Sitio histórico designado por la ciudad de Chichibu (Edificio principal y conjunto de reliquias de Meishinkan. Designado el 1 de octubre de 1965)
- Inducción al Salón de la Fama del Kendō de la Federación Japonesa de Kendō (2003)

## Anécdotas

### Evento de Chichibu
En el año 1884, ocurrió el evento de Chichibu, un levantamiento armado de los agricultores de Chichibu (conocido como el Evento de Chichibu), y Sazaburō estaba del lado que sofocaba la agitación. Su segundo hijo, Hiromasa Takano, mencionó: "Quizás mi padre tuvo que enfrentarse a los alborotadores y matarlos. Quizás un Buda sin conexión en el cementerio de la familia Takano aún se encuentra allí en conmemoración de ellos" [3]. En la obra "Chichibu Suikoden" de Shōsū Mokushū, hay una escena en la que Sazaburō corta a los alborotadores.

### El juego de piedra, papel o tijeras del oso
Sazaburō tenía una estatura de aproximadamente 171 cm y un peso aproximadamente 86 kg, lo que le otorgaba una constitución física excepcional. Sus discípulos decían que no podían agarrar sus brazos debido a su grosor. Además, sus dedos se volvieron tan gruesos por el entrenamiento que ya no podía sostener palillos. Cuando Sazaburō levantaba su gran mano como árbitro, sus discípulos lo llamaban "el juego de piedra, papel o tijeras del oso"

### Relación con Nakayama Hakudō
Sazaburō y Nakayama Hakudō son considerados los pilares del kendo moderno, aunque Sazaburō era 10 años mayor. Cuando Nakayama se mudó a Tokio, Sazaburō ya estaba dirigiendo el Meishinkan, que estaba cerca del Yūshinkan de Shinoguro Negishi (ambos en el actual distrito de Chiyoda). Si Nakayama hubiera ingresado al Meishinkan, habría sido discípulo de Sazaburō. Sazaburō discutió esto con Nakayama en varias ocasiones durante su vida y solía decir: "El destino es algo interesante"
Se dice que no hay registros de combates entre ambos, pero en el número de mayo de 1984 de la revista "Gekkan Kendō Nihon", un editor de la misma mencionó haber visto en las notas de Junzō Sasamori que Sazaburō y Nakayama tuvieron un combate en el Saininkan, donde Sazaburō logró golpear exitosamente el kote de Nakayama desde arriba y decidir el combate de manera impresionante [6]. Tadatarō Ogawa comentó: "Takano-sensei no tenía interés en pelear con Nakayama-sensei. Hubo algo así. Nakayama-sensei realmente quería enfrentarse a Takano-sensei. Así que movió a los burócratas del Ministerio de la Casa Imperial... (omitiendo) Entonces, Takano-sensei aceptó diciendo 'lo haré' sin dudarlo. (omitiendo) Le pregunté a Tadahiro Ōshima-sensei, pero cuando faltaban unos dos o tres grupos antes de ese combate, Takano-sensei dijo de repente: 'Nakayama-san, no puedo hacerlo porque tengo la rodilla derecha lesionada' y lo rechazó de inmediato. (omitiendo) No me parece correcto. Takano-sensei está mal. Una vez que aceptas, debes hacerlo", afirmó

## Familiares
- Shigeyoshi Takano 高野茂義: (Hijo adoptivo. Subcampeón en el torneo de exhibición del año 1929).
- Yoshitoshi Takano 高野慶寿: (Nieto. Hijo mayor de 茂義. Instructor de kendo).
- Magojiro Takano 高野孫二郎: (Nieto. Segundo hijo de 茂義. Graduado de la Escuela Normal Superior de Tokio. Maestro de kendo).
- Yasumasa Takano 高野泰正: (Hijo mayor. Odontólogo).
- Hiromasa Takano高野弘正: (Segundo hijo. Heredero de la escuela Nakanishi Itto-ryu. Maestro de kendo).
- Yunojo Suzuki 鈴木祐之丞: (Yerno. Discípulo destacado de la Academia Shudo).
- Kenshin Suzuki 鈴木謙伸: (Nieto. Sexta generación de la familia fabricante de equipo de kendo de la escuela Takeya-ryu).[7]